# Makoto
Makoto ist ein männlicher oder weiblicher japanischer Vorname (der im Japanischen hinter dem Familiennamen steht). Das ENAMDICT kennt 85 verschiedene Schreibweisen des Namens in unterschiedlichen Bedeutungen.

## Namensträger
- Makoto Azuma (* 1976), japanischer Künstler und Florist
- Makoto Bozono (* 1980), japanische Fußballschiedsrichterassistentin
- Makoto Fujiwara (1938–2019), japanischer Bildhauer
- Gima Makoto (1896–1989), japanischer Karateka
- Makoto Hasebe (* 1984), japanischer Fußballspieler
- Makoto Ida (* 1956), japanischer Rechtswissenschaftler
- Makoto Iijima (* 1971), japanischer Radrennfahrer
- Makoto Itoh (1936–2023), japanischer Ökonom
- Makoto Iwamatsu (1933–2006), japanischer Schauspieler
- Makoto Kawahira (* 1971), japanischer Eishockeyspieler und -trainer
- Makoto Kawashima (* 1979), japanischer Eishockeyspieler
- Makoto Kikuchi (1925–2012), japanischer Physiker
- Makoto Kobayashi (Physiker) (* 1944), japanischer Physiker
- Makoto Kobayashi (Mangaka) (* 1958), japanischer Manga-Zeichner
- Makoto Kobayashi (Fußballspieler) (* 1990), japanischer Fußballspieler
- Makoto Koga (* 1940), japanischer Politiker
- Makoto Moroi (1930–2013), japanischer Komponist
- Makoto Murata (* 1960), japanischer Informatiker
- Makoto Ninomiya (* 1994), japanische Tennisspielerin
- Makoto Oda (1932–2007), japanischer Schriftsteller
- Makoto Ōda (Fußballspieler) (* 1989), ehemaliger japanischer Fußballspieler
- Makoto Ōoka (1931–2017), japanischer Lyriker und Literaturwissenschaftler
- Makoto Ozaki (* 1940), japanischer Schriftsteller und Übersetzer
- Makoto Ozone (* 1961), japanischer Jazzpianist
- Makoto Raiku (* 1974), japanischer Manga-Zeichner
- Makoto Sahara (1932–2002), japanischer Archäologe
- Makoto Satō (Theaterregisseur) (* 1943), japanischer Theaterregisseur und Dramatiker
- Makoto Shinkai (* 1973), japanischer Anime-Regisseur und Animator
- Makoto Shinohara (1931–2024), japanischer Komponist
- Makoto Taki (* 1938), japanischer Politiker
- Makoto Tamada (* 1976), japanischer Motorradrennfahrer
- Makoto Tanaka (* 1975), japanischer Fußballspieler
- Makoto Tateno, japanische Manga-Zeichnerin
- Makoto Tsubasa (* 1964), japanische Schauspielerin
- Makoto Tsuruga (* 1977), japanischer Curler
- Makoto Yukimura (* 1976), japanischer Comiczeichner

Makoto ist der Nachname folgender Personen:
- Rodwell Makoto (* 1987), simbabwischer Schachspieler